# 12 september (dokumentärfilm)
12 september är en dokumentfilm från 1998 regisserad av Mustafa Ünlü och presenterad av journalisten Mehmet Ali Birand. Filmen behandlar den politiska utvecklingen i Turkiet mellan 1972 och 1983 med före och efter statskuppen den 12 september 1980.
Avsnitt
1. Clash of Colors (12 oktober 1998)
2. Från Cypern till fronten (19 oktober 1998)
3. Vilka dagar ger den dagen ... (26 oktober 1998)
4. Massakerna börjar (2 november 1998)
5. On the Edge of the Abyss (9 november 1998)
6. Kupens fotspår (16 november 1998)
7. Impact Diary (23 november 1998)
8. Balansräkning för 12 september (30 november 1998)
9. Återvänd till demokrati (7 december 1998)